# Roy Wood
Roy Adrian Wood (Birmingham, Inglaterra, 8 de noviembre de 1946) es un compositor, cantante, y multiinstrumentista británico conocido por cofundar bandas como The Move, Electric Light Orchestra y Wizzard.
Según la BBC, Wood es el «responsable de algunos de los sonidos más recordados de la música de la década de 1970» y «reconocido por su papel importante en los movimientos glam rock, la música psicodélica and prog rock».

## Biografía
Tras su paso por una serie de bandas a comienzos de la década de 1960 y ser expulsado del Moseley College of Art, a mediados de 1964, cofundó The Move, banda cuyo sencillo Night of Fear llegó al puesto número dos de las listas de ventas discográficas del Reino Unido en 1967.
En 1971, Wood propuso la formación de una escisión de The Move llegando a formarse, con sus compañeros Jeff Lynne y Bev Bevan, la Electric Light Orchestra (ELO), cuyo primer álbum, para Harvest, obtuvo buenas críticas y ventas. Sin embargo, poco después, Wood abandona el grupo para formar Wizzard.
En 2008, la Universidad de Derby le nombró doctor honoris causa por su contribución a la música, el 18 de enero del 2008.

## Discografía

### En solitario
- 1973: Boulders
- 1975: Mustard
- 1976: The Roy Wood Story  (Harvest)
- 1979: On the Road
- 1987: Starting Up

### Con The Move
- 1968: The Move
- 1970: Shazam
- 1970: Looking On
- 1971: Message From The Country

### Con Electric Light Orchestra
- 1971: The Electric Light Orchestra / No Answer
- 1973: ELO 2

### Con Wizzard
- 1973: Wizzard Brew
- 1974: Introducing Eddy and the Falcons
- 2000: Main Street